# گاه‌شماری اتیوپیایی

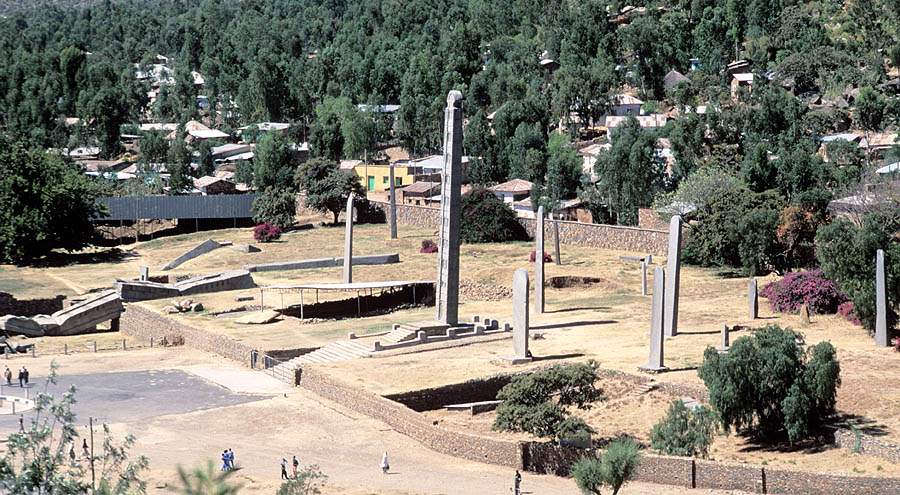
گاه‌شماری اتیوپیایی ۱۳ ماه دارد و لازم است ذکر شود این تقویم ۷ سال از تقویم میلادی عقب‌تر است نام ماه‌های این تقویم :۱_مسکرم
۲_تکیمت ۳_هیدار ۴_طه ساز
۵_تر۶_یکوتیت۷_میابیت
۸_میازیا۹_گین بوت۱۰_سنه
۱۱_حمله۱۲_نحسه۱۳_پاگومه

تقویم اتیوپیایی (به امهری: የኢትዮጵያ ዘመን አቆጣጠር) تقویم سالیانه کشور اتیوپی است که ۱۳ ماه دارد. مسیحیان اریتره هم از همین تقویم استفاده می‌کنند. سال‌های این تقویم ۷ سال از تقویم میلادی عقب‌تر است. سال نو تقویم اتیوپیایی مصادف با ۱۱ سپتامبر میلادی است.

## تعریف کلی
کشور اتیوپی تقویم مستقل و مختص به خود را دارد. تقویم اتیوپی ریشه در فرهنگ این کشور دارد و تقویم آن منعکس‌کننده میراث آنیمیستی، یهودیت، روم باستان، مسیحیت و اسلامی آن است. یکی از ویژگیهای منحصربه‌فرد اتیوپی، تقویم آن است. تقویم اتیوپیایی شامل ۱۳ ماه است که ۱۲ ماه ۳۰ روزه‌است و ۵ روز باقی‌مانده (در سال‌های کبیسه ۶ روز) بر اساس این تقویم یک ماه حساب می‌شود. تمامی ادارات کشور اتیوپی براساس ساعت و تقویم اتیوپی عمل می‌کنند و تنها بعضی از شرکت‌های داخلی این کشور که تابع مؤسسات بین‌المللی هستند مثل هواپیمایی، شرکت مخابرات و تعدادی از مؤسسات مالی از تبعیت تقویم اتیوپیایی معاف هستند.

## ماه‌ها
۱۳ ماه تقویم اتیوپی به قرار ذیل است:
1. مسکرم (Meskerem)
2. تکیمت (Tekimt)
3. هیدار (Hidar)
4. طه ساز (Tahsas)
5. تر (Ter)
6. یکوتیت (Yekoutit)
7. میابیت (Meyabit)
8. میازیا (Meyaziya)
9. گین بوت (Genbot)
10. سنه (Sene)
11. حمله (Hamle)
12. نحسه (Nahse)
13. پاگومه (Pagume)

تمامی این ۱۲ ماه ۳۰ روزه هستند و ماه سیزدهم ۵ روزه و در سال‌های کبیسه ۶ روزه است.

## شبانه روز
ساعت اتیوپیایی به دو زمان ۱۲ ساعته صبح و شب تقسیم می‌شود و برخلاف ساعت اروپایی، یک شبانه روز ۲۴ ساعته پیوسته نیست. ساعت ۷ صبح ساعات اروپائی، مساوی با ساعت یک صبح ساعت صبحگاهی اتیوپیایی است و تا ساعت ۷ غروب مساوی با ساعت یک‌وقت شامگاهی اتیوپیایی است؛ بنابراین اختلاف ساعت اتیوپی با ساعت اروپایی ۶ ساعت است.

## سال نو
اینکوتاتاش (Inqutatash) یا سال نو اتیوپی اولین روز از سال جدید در اتیوپی است و مصادف با اول ماه «مسکرم» (Meskerem) مطابق با روز ۱۱ ماه سپتامبر تقویم میلادی است.